# 珠琳镇
珠琳镇，是中华人民共和国云南省文山壮族苗族自治州广南县下辖的一个乡镇级行政单位。

## 行政区划
珠琳镇下辖以下地区：
珠琳村、以兔村、白泥塘村、吊井村、西吉村、西基德村、新寨村、羊街村、阿卡黑村、中寨村和阿哈村。